# Thamar d'Iméréthie
Pour l’article homonyme, voir Tamar d'Iméréthie (morte en 1510).
Thamar d'Iméréthie (morte en 1455) est une princesse géorgienne et une reine d'Iméréthie du XVe siècle.

## Biographie
Thamar naît dans le courant de la fin du XIVe siècle. Son père est un roi auto-proclamé d'Iméréthie qui règne de facto de 1387 à sa mort, en 1389. On ne sait pas grand-chose de sa mère, Anne, la fille d'un prince orbélian. Vers 1414/1415, Tamar est mariée au roi de Géorgie Alexandre Ier le Grand, qui règne depuis 1412. Elle donne quatre enfants au roi. En 1442, Alexandre abdique de son royaume qu'il laisse au fils aîné qu'il a eu de sa première épouse, Doulandoukht, fille de Beschken de Siounie, Vakhtang IV de Géorgie. Alexandre se retire donc dans un monastère sous le nom d'Athanase et meurt en 1446, laissant ainsi Thamar à la merci de son beau-fils. Toutefois, elle survit à ses deux beaux-fils Vakhtang et Démétrius, et c'est sous le règne de son propre fils, Georges VIII, en 1455, qu'elle décède.

## Famille
Thamar a donc épousé le roi de Géorgie Alexandre Ier le Grand en 1414/15. Elle a eu quatre enfants (trois fils et une fille) de cette union :
- Georges VIII ;
- David (1417-1471), Patriarche-Catholicos d’Ibérie sous le nom de Davit III Gobeladzé de 1435 à 1439 et de 1443 à 1459 ;
- Zaal, né en 1425/1428 et mort après 1442, co-roi de Géorgie de 1433 à 1442 ;
- une fille (1415-1438) qui épouse en 1425 l'empereur de Trébizonde Jean IV Calojean.

## Sources
- Alexandre Manvelichvili, Histoire de la Géorgie, Paris, Nouvelles Éditions de la Toison d'Or, 1951, 476 p..
- Nodar Assatiani et Alexandre Bendianachvili, Histoire de la Géorgie, Paris, l'Harmattan, 1997, 335 p. [détail des éditions] (ISBN 2-7384-6186-7, présentation en ligne).